# Stenamma pelophilum
Stenamma pelophilum (лат.) — вид мелких муравьёв рода Stenamma из подсемейства Myrmicinae (Formicidae). Центральная Америка: Мексика, Гватемала, Гондурас.

## Описание
Мелкие муравьи, длина около 3 мм. Общая окраска тела чёрная или чёрно-коричневого цвета, ноги и усики жёлто-коричневые. Тело гладкое и блестящее. Длина головы рабочего (HL) 0,58—0,83 мм (ширина головы, HW — 0,51—0,73 мм). Длина скапуса усиков рабочего (SL) — 0,49—0,76 мм. Головной индекс (CI=HW/HL × 100) — 86—92, Индекс скапуса (SI=SL/HW × 100.) — 89—107. Усики 12-члениковые (булава из 4 сегментов). Глаза мелкие (до 8 омматидиев в самой широкой линии) расположены в переднебоковых частях головы. Жвалы с 4-6 зубцами (3 апикальных). Клипеус в передней части с 2—4 мелкими тупыми выступами — зубцами. Стебелёк между грудкой и брюшком состоит из двух сегментов (петиоль + постпетиоль). Это вид встречается на высоте 1000 до 1800 м. Вид сходен с таксонами Stenamma llama, Stenamma tiburon, но его можно отличить от аналогичных форм по характерной форме промезонотума и форме постпетиоля, на котором отсутствует характерная дорсальная доля. Вид был впервые описан в 2013 году американским мирмекологом Майклом Бранштеттером (Michael G. Branstetter; Department of Entomology, Калифорнийский университет в Дэвисе и Национальный музей естественной истории, Смитсоновский институт, Вашингтон, DC, США).
Это редкий вид, населяющий горные влажные леса на высоте от 1000 до 1800 м над уровнем моря. Большинство коллекций взяты из экстрактов просеянного опада листьев лиз овушек Винклера или Берлезе. Однако в национальном парке Кусуко в Гондурасе найдены два гнезда в грязевой насыпе, граничащей с ручьем. Поверхность берега была каменистой с перекрывающим её слоем плотной грязи. Первое гнездо было обнаружено путем случайной выборки на берегу в районе, где было много рабочих. В этом гнезде было около 35 рабочих и несколько личинок. Второе гнездо было обнаружено после возвращения в него фуражира. Это гнездо имело почти не обнаруживаемый вход (диаметром 2 мм), состоящий только из небольшого отверстия, без какой-либо окружающей конструкции или вырытого субстрата. За входом был очень короткий туннель, ведущий в одну маленькую камеру. В нем было 46 рабочих, несколько личинок и одна матка. Когда гнездовая камера была потревожена, царица немедленно сбежала на глиняный берег, сопровождаемая несколькими рабочими, несущими выводок. Перед раскопками было замечено, что фуражиры вне гнезда были медлительными и одиночными, как и у большинства других видов Stenamma.